# Florian (cesarz rzymski)
Marek Anniusz Florian, Marcus Annius Florianus (ur. po 200 r. na terenie Italii – zm. latem 276 w Tarsie w Cylicji) – był prawdopodobnie bratem przyrodnim poprzedniego cesarza Tacyta. Wybrany przez senat imperatorem w 276 r. Rządził jako Imperator Caesar Marcus Annius Florianus Augustus. Po 88 dniach panowania (od lipca do września) zginął lub popełnił samobójstwo, próbując przeciwstawić się swemu rywalowi, wodzowi legionów wschodnich – Markowi Aureliuszowi Probusowi.